# Scalmicauda agasthenes
Scalmicauda agasthenes är en fjärilsart som beskrevs av Sergius G. Kiriakoff 1968. Scalmicauda agasthenes ingår i släktet Scalmicauda och familjen tandspinnare. Inga underarter finns listade.